# Siamesische Zwillinge

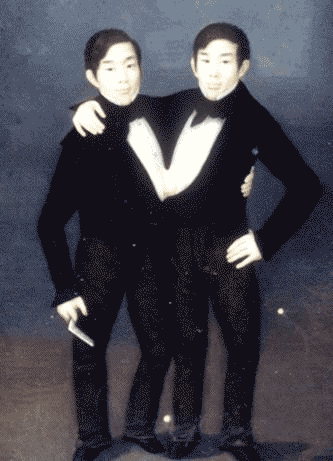
Die in Siam (heute Thailand) geborenen Brüder Chang und Eng Bunker (1811–1874), auf welche die Bezeichnung Siamesische Zwillinge zurückgeht

Siamesische Zwillinge (auch verbundene Zwillinge oder Doppelfehlbildung) bezeichnen eine Fehlentwicklung, bei der eineiige Zwillinge im Verlauf ihrer intrauterinen Entwicklung und nach der Geburt körperlich miteinander verbunden bleiben.
Bei eineiigen (monozygoten), monochorial-monoamnioten Zwillingen teilt sich die befruchtete Eizelle in zwei eigenständige Embryonalanlagen auf. Bei einer unvollständigen Durchschnürung des Embryoblasten im späten Entwicklungsstadium der Blastozyste nach dem 13. Tag nach der Befruchtung bleiben die beiden Feten miteinander verbunden.
Die statistische Wahrscheinlichkeit für eine Doppelfehlbildung liegt zwischen 1 : 60.000 und 1: 200.000. Dies entspricht einer Frequenz bei monozygoten Zwillingsschwangerschaften von 1 : 300. Da jedoch durchschnittlich drei von zehn siamesischen Zwillingen pränatal versterben, kommt nur etwa ein siamesisches Zwillingspaar auf eine Million Lebendgeburten. Wenn bekannt ist, dass es sich um ein siamesisches Zwillingspaar handelt, wird die Geburt in der Regel per Kaiserschnitt durchgeführt, um die gesundheitlichen Risiken für Mutter und Kinder möglichst gering zu halten.
Der Begriff wird im übertragenen Sinn auch für zwei unterschiedliche, unter Umständen gegensätzliche, aber untrennbar miteinander verbundene Sachverhalte gebraucht.

## Ausprägungen

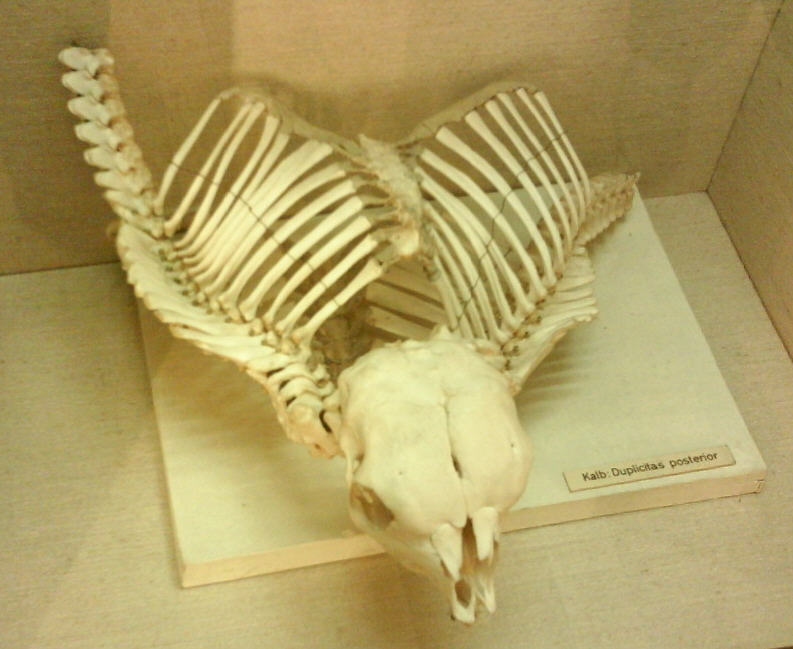
Skelettpräparat eines Kalbes mit zwei Wirbelsäulen

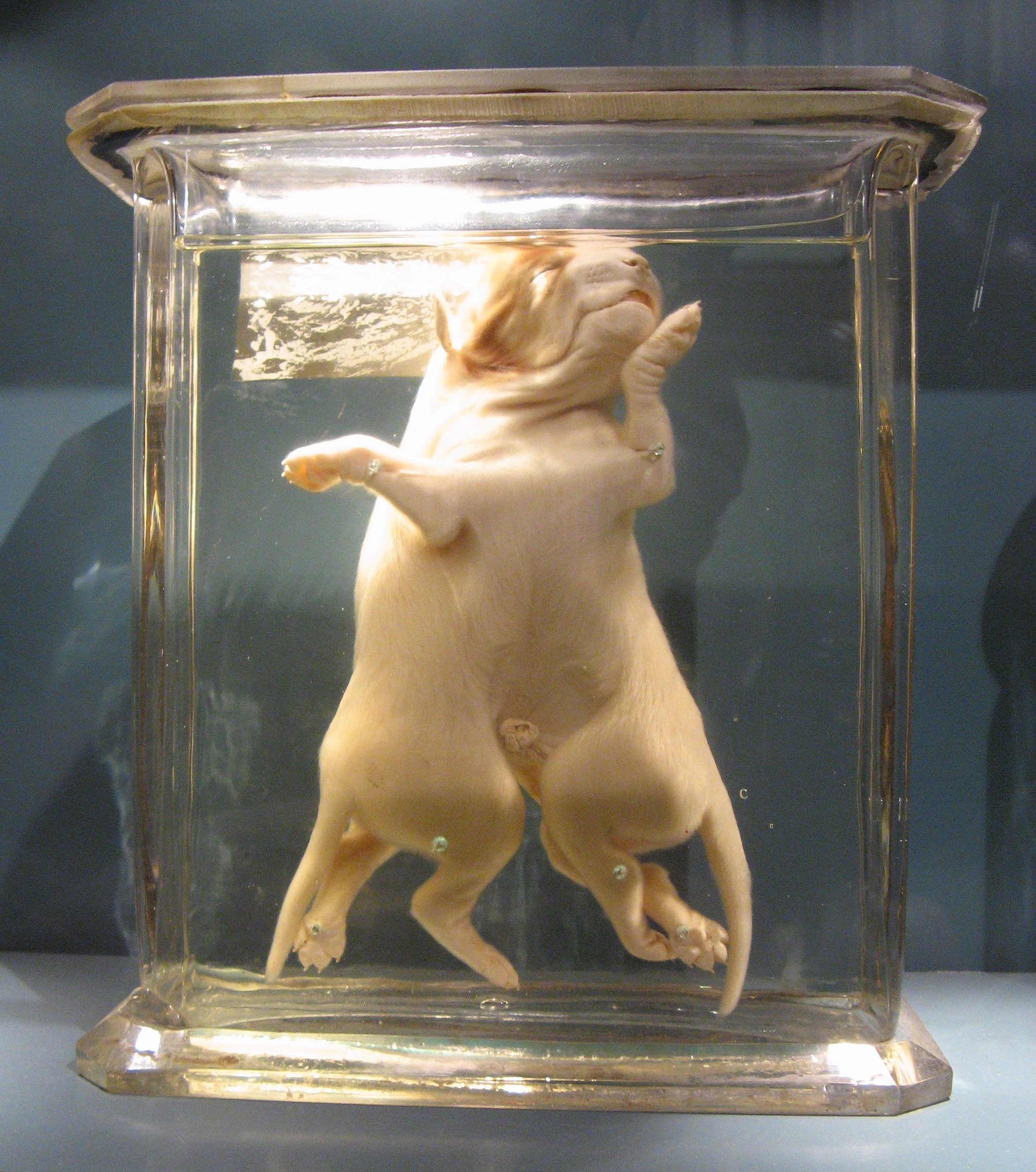
Präparierte siamesische Welpen

Die Verbindung kann sowohl bis zu den inneren Organen reichen oder auch nur äußeres Gewebe betreffen.
So kann es vorkommen, dass ein siamesisches Zwillingspaar nur ein Herz oder eine Lunge hat.
In der Medizin wird nach Art und Ausmaß der Verwachsung unterschieden. Verwachsungen können in verschiedenen Körperbereichen auftreten:
- Brustbereich (Thorakopagus, ca. 70 % der Fälle)
- Hüftenbereich (Ischiopagus, ca. 5 % der Fälle)
- Kopf (Kraniopagus (Kephalopagus), weniger als 2 % der Fälle)
  - Sonderform: Dizephalie: einzelner Körper mit zwei Köpfen
  - Sonderform: Janiceps (nach dem zweigesichtigen Gott Ianus): am Kopf zusammengewachsene siamesische Zwillinge, deren Gesichter in entgegengesetzte Richtungen blicken
- Bauchbereich (Omphalopagus)
- Steißbereich (Pygopagus)
- fetale Inklusion oder Foetus in foeto, wobei intrauterin ein Zwilling vom anderen absorbiert wird.

Allerdings muss jemand mit zum Beispiel zwei Gesichtern nicht unbedingt ein siamesischer Zwilling sein. Es kann sich auch um Fälle von Diprosopus handeln.
Ist eine Trennung möglich und innerhalb der ersten drei Wochen nach der Entbindung erforderlich, liegt die Sterblichkeit bei durchschnittlich 50 %, während zwischen der 4. und 14. Woche die Überlebenschance bei 90 % liegt. Die (vor- und nachgeburtliche) Prognose ist jedoch stets abhängig von Art und Ausmaß der Fusion der Kinder.

### Parasitärer Zwilling
Die Teilung muss nicht immer symmetrisch sein. Entwickelt sich zum Beispiel das Zellmaterial eines Zwillings nur unvollständig, kann es auch zu asymmetrischen (oder auch parasitären) Doppelfehlbildungen kommen. Das weiter entwickelte Kind, in diesem Fall auch Autosit genannt, trägt das weniger entwickelte Kind, den „Parasiten“, am oder im Körper. Im Extremfall kann das weniger entwickelte Kind nur aus einem tumorähnlichen Zellhaufen bestehen, der jedoch differentialdiagnostisch gegen das Teratom (griech. teras ‚Ungeheuer, Missgeburt‘) abgegrenzt werden muss, einen Keimzelltumor, der Anteile aller drei Keimblätter enthält.

## Trennung

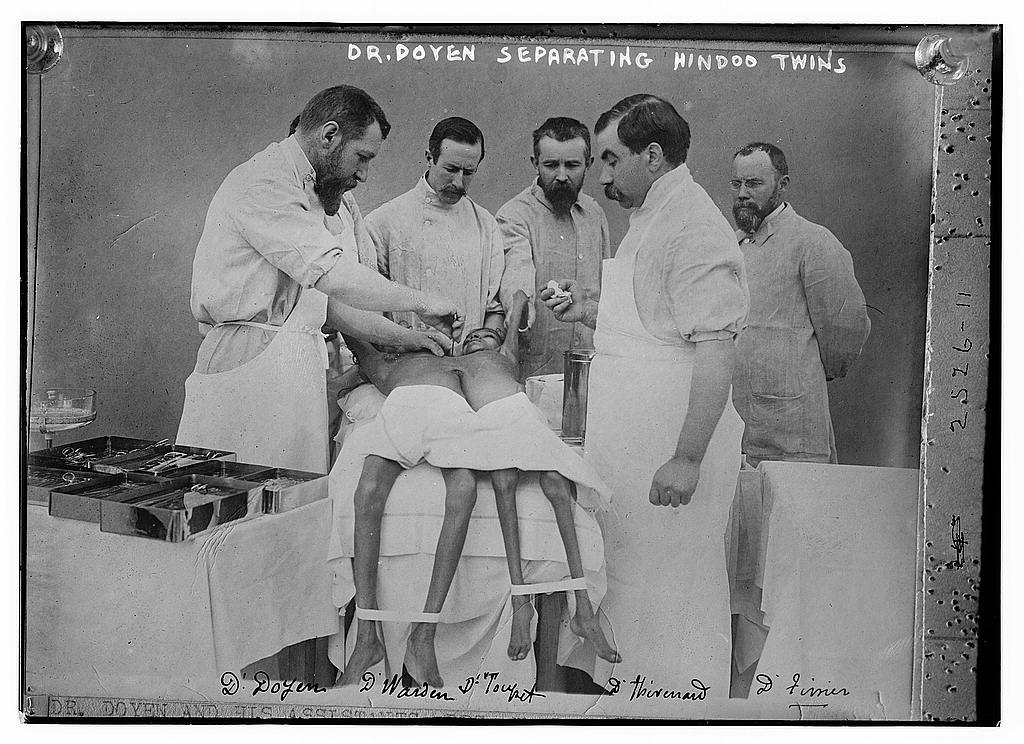
Trennung von Radhika and Dudhika Nayak durch Dr. Doyen 1902

Je nach Art und Umfang der Verbindung ist eine chirurgische Trennung der beiden Zwillinge möglich.
Dabei müssen einige Voraussetzungen gegeben sein:
- Die beiden Zwillinge müssen jeweils alle lebensnotwendigen Organe besitzen.
- Die lebensnotwendigen Prozesse wie Stoffwechsel und Atmung dürfen nicht zu kompliziert verflochten sein (z. B. gemeinsame Blutbahnen oder mehrere nur einzeln vorhandene Organe wie Herz und Leber).

Die erste erfolgreiche Trennung von siamesischen Zwillingen wurde vom Schweizer Chirurgen Johannes Fatio in Basel, zwischen dem 24. November und 3. Dezember 1689 durchgeführt. Bei den Patienten handelte es sich um ein Paar neugeborener Mädchen namens Elisabet und Catherina, die sich beide vollständig von der Operation erholten.
Bis September 2004 überlebten 30 an der Schädeldecke zusammengewachsene Kinder eine Trennung, 17 von ihnen trugen jedoch von dem Eingriff eine Behinderung davon.

## Bezeichnung
Der Name Siamesische Zwillinge kommt vom Zwillingspaar Chang und Eng Bunker (1811–1874) (auf Deutsch wird als Name meistens Bunkes statt Bunker angegeben). Die beiden Brüder wurden in Siam (heute Thailand) geboren, wurden unter dem Namen Die siamesischen Zwillinge als Jahrmarktsattraktion bekannt und gaben so dieser Fehlbildung den Namen.
In der englischsprachigen Version der Internationalen Klassifikation der Krankheiten (ICD) der WHO wird bereits seit Jahrzehnten die Bezeichnung Conjoined twins (dt. verbundene Zwillinge) verwendet. Dieser Begriff wird mittlerweile auch in der englischen Alltagssprache benutzt und befürwortet, da der Ausdruck Siamesische Zwillinge „Assoziationen mit Kuriositätenkabinetten und Varietés“ hervorrufe. Während in der deutschen Version der ICD-10 die Fehlentwicklung weiterhin als Siamesische Zwillinge bezeichnet wird, wurde in jüngerer Vergangenheit anlässlich einer erfolgreichen Operation derartig verbundener Zwillinge vom behandelnden Krankenhaus hervorgehoben, dass „in der Fachliteratur seit geraumer Zeit von Verbundenen Zwillingen gesprochen wird“. In der Folge wurde der Begriff Verbundene Zwillinge auch von zahlreichen Medien, die über diese Operation berichteten, verwendet.

## Berühmte Fälle

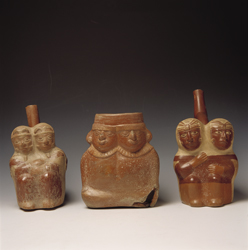
Siamesische Zwillinge auf Gefäßen der Moche-Kultur von ~300

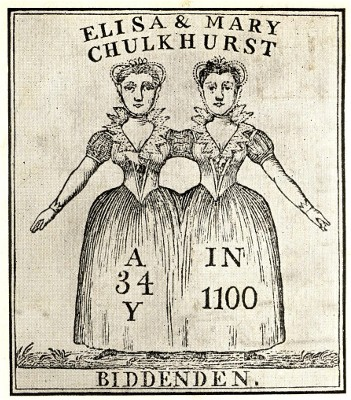
Die Biddenden Maids auf einer Darstellung von 1808

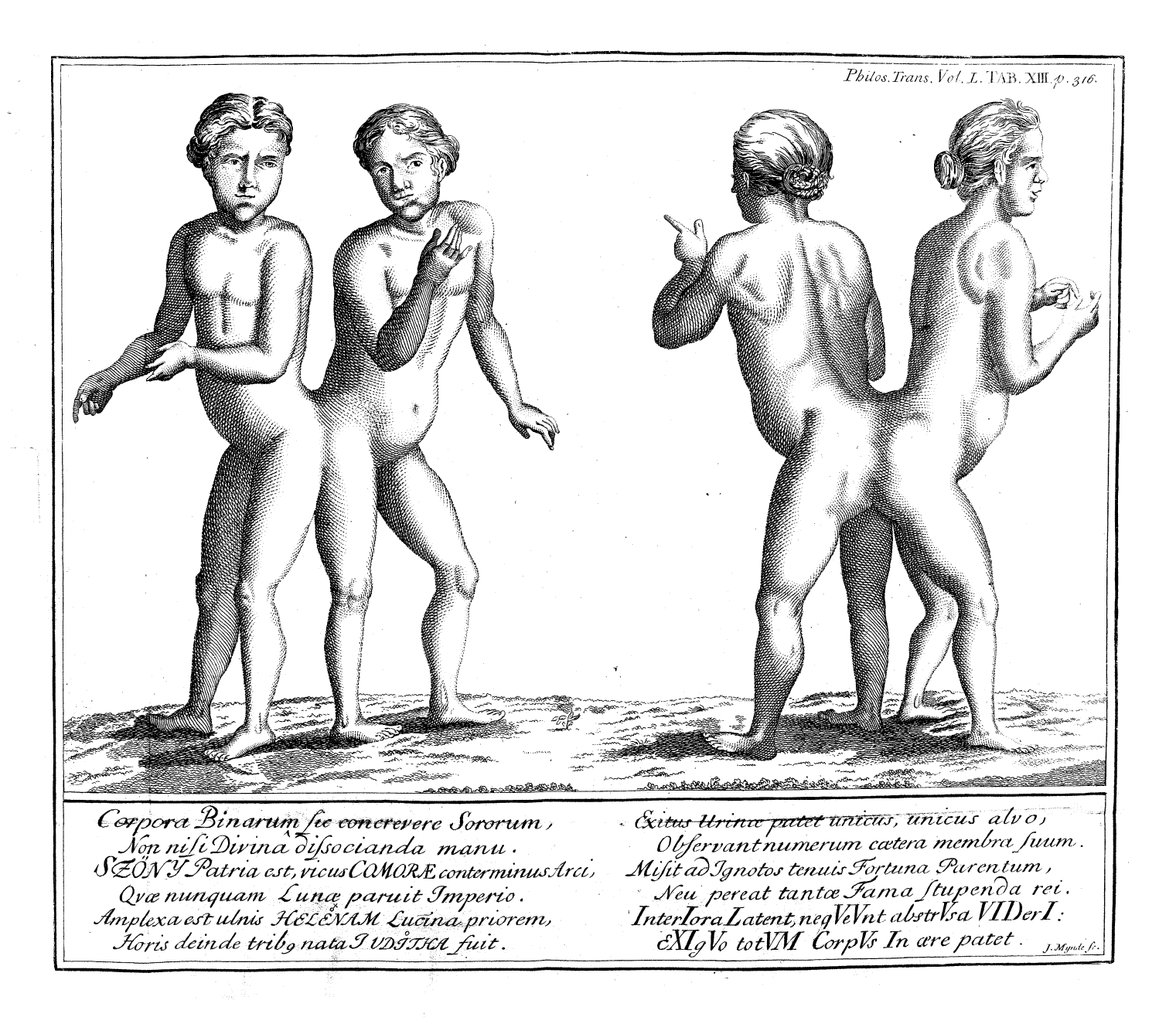
Judith und Helena von Szony auf einer Zeichnung 1757

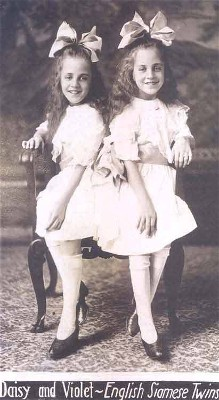
Daisy und Violet Hilton

Beschreibungen siamesischer Zwillinge finden sich zu allen Zeiten und Orten,
- in der Antike z. B. bei Augustinus von Hippo in De civitate Dei.[12] Hydatius von Aquae Flaviae schreibt, im Jahre 462 seien in Galicien zwei Männer, die im Fleische zusammengeheftet waren und fest aneinanderklebten, [...] gestorben.[13]

- Auch bei den Moche in Peru sind Darstellungen siamesischer Zwillinge bekannt.
- Zu den ersten europäischen Überlieferungen über siamesische Zwillinge zählt die Legende von Mary und Eliza Chulkhurst aus Biddenden, die unter dem Namen Biddenden Maids bekannt wurden und am Anfang des 12. Jahrhunderts gelebt haben sollen.
- In der Nürnberger Chronik von Hartmann Schedel aus dem Jahr 1493 sind gleich mehrere Paare abgebildet.
- Michel de Montaigne schrieb in seinem Essai Über ein mißgeborenes Kind von vierzehn Monaten: „Unter der Brust aber sah man es mit einem andern Kind zusammengewachsen, dem der Kopf fehlte und dessen Wirbelkanal sich oben geschlossen hatte; Im übrigen mangelte ihm nichts. Der eine Arm war zwar kürzer, doch das lag an einem zufälligen Bruch bei der Geburt.“[14]
- Lazarus und Joannes Baptista Colloredo bereisten im 17. Jahrhundert zahlreiche Länder. Lazarus soll mit seinem parasitischen Zwillingsbruder viel Geld verdient haben.
- Detailliert beschreibt der Geograph Johann Gottfried Gregorii alias Melissantes die gewinnbringende Zurschaustellung eines achtjährigen ungarischen Schwesternpaares am Rande der Leipziger Ostermesse im Jahr 1709.[15] Die im Steißbereich verwachsenen Schwestern Judith und Helena wurden auch in Dresden und Wien schaulustigen Besuchern als Attraktion gegen Geld vorgeführt.
- Das Zwillingspaar Chang und Eng Bunker (1811–1874) (auf Deutsch wird als Name meistens Bunkes statt Bunker angegeben) wurde in Siam (heute Thailand) geboren und gab der Fehlentwicklung ihren Namen, indem sie als Die siamesischen Zwillinge als Jahrmarktsattraktion bekannt wurden. Die Brüder heirateten die Schwestern Adelaide und Sarah Yates und zeugten mit ihnen insgesamt 18 Kinder (nach anderen Quellen 21 Kinder).[16] Beide Brüder starben nur wenige Stunden nacheinander.
- Ritta und Christina Parodi (*/† 1829) hingegen durften nicht öffentlich ausgestellt werden, obwohl das Interesse der Öffentlichkeit und besonders auch der Medizin groß war. Die beiden kleinen Mädchen starben als Säuglinge.
- Millie and Christine McKoy (1851–1912) wurden in North Carolina als Sklavinnen geboren. Die an der Hüfte zusammengewachsenen Mädchen wurden vom Kleinkindalter an von mehrfach wechselnden Besitzern ausgestellt. 1854 wurden sie entführt und  in Barnum’s American Museum, Kanada und Großbritannien ausgestellt. Nachdem ihr Besitzer sie 1856 zurückgeholt hatte, ließ er sie in Gesang und Instrumenten ausbilden. Sie lernten auch mehrere Sprachen. Nach der Emanzipationsproklamation 1863 waren sie als „Millie Christine, the Two-Headed Nightingale“ bis in die 1880er Jahre als Showkünstlerinnen tätig. Millie erkrankte an Tuberkulose, woran die Schwestern im Alter von 61 Jahren starben.[17]
- Giovanni Battista und Giacomo Tocci wurden 1877 geboren und schon im Alter von vier Wochen zur Schau gestellt. Nachdem sie volljährig geworden waren, zogen sie sich hinter die hohen Mauern ihres Anwesens in Italien zurück, um nie wieder neugierigen Blicken ausgesetzt zu sein.
- Die 1908 geborenen Schwestern Daisy und Violet Hilton waren an Becken und Rücken verwachsen. Ihrer Mutter kurz nach der Geburt abgekauft, wurden sie wie andere siamesische Zwillingspaare auf Jahrmärkten ausgestellt. Als Erwachsene führten sie ihre Showkarriere auf eigene Faust fort und spielten in zwei Filmen mit.
- Mascha und Dascha Kriwoschljapowa (1950–2003) hatten einen gemeinsamen Unterleib und zusammen drei Beine, von den eins später amputiert wurde. Geboren in der Sowjetunion wurden sie ihrer Mutter sofort nach der Geburt fortgenommen und während ihrer ersten Lebensjahre medizinischen Versuchen unterzogen. Erste Förderung erfuhren sie mit sechs Jahren. Als Jugendliche in ein Altersheim abgeschoben, erhielten sie erst nach dem Zerfall der Sowjetunion die Möglichkeit zu einem selbstbestimmten, zurückgezogenen Leben. Zum Zeitpunkt ihres Todes waren sie die ältesten lebenden siamesischen Zwillinge der Welt.
- Ronnie and Donnie Galyon (* 1951) starben 2020 als bisher langlebigstes zusammengewachsenes Zwillingspaar.
- Lauree Lynn (Lori) und Dorothy (Dori/Reba/George) Schappell (18. September 1961–7. April 2024) waren siamesische Zwillinge mit teilweise verschmolzenen Schädeln, aber getrennten Körpern. Sie teilten sich Knochen, lebenswichtige Blutgefäße und 30 % ihres Gehirns. Obwohl sie am Kopf verbunden waren, zeigten ihre Köpfe in entgegengesetzte Richtungen. Während Lori Lynn gesund war, litt Dorothy an Spina bifida, was dazu führte, dass sie 10 cm kleiner war als Lori. Daher musste sie auf die Größe ihrer Schwester angehoben werden, um Loris Nacken und Rücken nicht übermäßig zu belasten. Dorothy änderte ihren Namen in Reba nach der Countrysängerin Reba McEntire.[18] Außerdem wurden sie als erste siamesische Zwillinge mit gemischt-geschlechtlicher Identität bekannt, als Reba (alias George) 2017 erklärte, transsexuell zu sein. Am 7. April 2024 starben beide im Alter von 62 Jahren und 202 Tagen im Krankenhaus der Universität von Pennsylvania; laut Guinness World Records waren sie zu diesem Zeitpunkt die ältesten siamesischen Zwillinge.[19][20]
- Bekanntheit erreichten auch die beiden 29-jährigen Schwestern Ladan und Laleh Bijani aus dem Iran (* 17. Januar 1974), die am Kopf zusammengewachsen waren und ab dem 7. Juli 2003 durch eine aufwändige Operation einer Ärztegruppe in Singapur getrennt wurden. Kurz nach der Trennung starb Ladan Bijani, wenige Stunden später auch ihre Schwester Laleh. Todesursache war laut Aussage der Ärzte Kreislaufversagen aufgrund zu hohen Blutverlustes während der Operation.
- Eine eigene Realityshow erhielten die Schwestern Abigail und Brittany Hensel (* 7. März 1990). Sie haben einen gemeinsamen Körper, den sie jeweils zur Hälfte kontrollieren können. Dennoch führen sie schon seit ihrer Geburt ein relativ normales Leben.
- Die Trennung der am 8. August 2000 in Manchester geborenen maltesischen Zwillinge Gracie und Rosie Attard wurde gegen den Willen der Eltern durch ein englisches Gericht angeordnet. Die Mädchen teilten sich einen Kreislauf, der allein von Gracies Herz und Lunge versorgt wurde. Zudem war auch Rosies Hirn nicht vollständig ausgebildet; sie war allein nicht lebensfähig. Ohne die Trennung hätten die Schwestern eine Lebenserwartung von höchstens zwei Jahren gehabt. Die katholischen Eltern lehnten die Operation aus Glaubensgründen ab, da sie Rosies sicheren Tod zur Folge haben würde, sondern wollten die Entscheidung in Gottes Hand legen. Der Fall rief rechtliche und ethische Dilemmata hervor. Einerseits würde es sich bei einer Trennung um vorsätzliche Tötung handeln, da Rosie diese nicht überleben würde. Andererseits wäre die Lebenserwartung der gesunden Gracie ohne Trennung erheblich verkürzt. Die Frage war also, die Rechte welchen Kindes auf Kosten des anderen schützenswerter seien. Das Gericht entschied schließlich für Gracies Interessen, die nach Ansicht der Ärzte ohne die „parasitäre Existenz“ der Zwillingsschwester realistische Überlebenschancen besaß.[21] Rosie starb während der über zwanzigstündigen Operation am 7. November 2000.[22] Gracie wuchs gesund auf.[23]
- Am 25. Oktober 2005 wurden in Vancouver, Kanada, Krista und Tatiana Hogan geboren. Es handelt sich bei ihnen um Craniopagus-Zwillinge. Sie sind also an ihren Schädeln miteinander verbunden. Insbesondere gibt es auch eine Verbindung ihrer Gehirne. Sie teilen sich einen Thalamus. Beide Gehirne können also miteinander kommunizieren. Das hat u. a. zur Folge, dass das Gehirn eines Mädchens Gliedmaßen des anderen bewegen kann, dass ein Mädchen fühlt und schmeckt, was das andere in entsprechender Weise erlebt.[24] Ebenso ist es möglich, dass ein Mädchen mit den Augen des anderen sieht.[25]
- Im Jahre 2014 wurden in Australien die siamesischen Zwillinge Hope und Faith geboren.[26] Die Mädchen hatten getrennte Gehirne und Gesichter, aber nur einen gemeinsamen Körper. Die Zwillinge kamen per Kaiserschnitt sechs Wochen vor dem errechneten Termin zur Welt. Anfangs war nicht klar, ob sie überhaupt in der Lage sein würden zu atmen, doch entgegen den Vorhersagen waren sie eine Woche nach der Geburt in stabilem Zustand.[27] Knapp drei Wochen nach ihrer Geburt teilten Krankenhausvertreter am 27. Mai 2014 den Tod der beiden Mädchen mit.[28]
- Im August 2023 sind im Universitätsklinikum Hamburg-Eppendorf verbundene Zwillinge zur Welt gekommen, die am Bauch miteinander verwachsen waren.[29] Jedoch hatte jedes der beiden Mädchen alle lebenswichtigen Organe separat ausgebildet.[30] Im Oktober des Jahres wurden die Zwillinge in einer vierstündigen Operation erfolgreich getrennt, welche beide Kinder gesund überstanden.[31] Nach Auskunft des UKE handelte es sich hierbei sowohl um die erste Geburt als auch die erste operative Trennung von verbundenen Zwillingen in der Geschichte des Klinikums.[30]

## Siamesische Zwillinge bei Tieren
Fehlende Trennung zweier eineiiger Zwillinge kommt auch bei Tieren vor. Außer im Falle von Haustieren, bei denen sich der Besitzer darum kümmert, führt dies dabei meist zu einer Verstoßung der Zwillinge durch die Mutter im Falle von Säugetieren und damit zum frühzeitigen Tod.
Häufigste Form ist die Dicephalie, d. h. zwei vollständig vom Hals her oder erst im Gesicht und Gehirn doppelte vorhandene Köpfe bei gemeinsamem Rumpf und gemeinsamen Extremitäten. Während in ersteren solchen Fällen beim Menschen (dicephalus dipus) meist von zwei Individuen ausgegangen wird, wird inkonsequenterweise bei Tieren in solchen Fällen von einem Tier mit zwei Köpfen gesprochen. Die Dicephalie ist dabei nicht nur auf Säugetiere beschränkt, sondern wurde auch schon unter anderem bei Amphibien und Reptilien (z. B. Schlangen) beobachtet.
Von der Dicephalie zu unterscheiden ist jedoch die ursächlich auf andere Gründe zurückzuführende Fehlbildung Diprosopus, d. h. die Zweigesichtigkeit mit einem einzigen Kopf, Rumpf und Satz von Extremitäten. Auch diese Fehlbildung kommt sowohl bei Mensch (selten dokumentiert) und Tier vor. Eine gewisse Bekanntheit hat dabei in den USA der vergangenen zehn Jahre das Schwein Ditto erlangt, das jedoch als Folge gleichzeitigen Fressens und Atmens durch die beiden vorhandenen Mundöffnungen starb.

## Siamesische Zwillinge bei Mehrlingen (neben Zwillingen)
Grundsätzlich nicht ausgeschlossen sind auch siamesische Mehrlinge mit mehr als zwei Beteiligten. Da allerdings bereits Drillings-Geburten relativ selten sind, sind solche mit unvollständigen Mehrlingen noch seltener und entsprechend kaum in der Fachliteratur dokumentiert.

## Siamesische Zwillinge in der Kunst
- Peter und Bobby Farrelly griffen das Thema 2003 in einer Komödie mit dem Titel Unzertrennlich (Stuck on You) auf.
- Als Symbol liegen siamesische Zwillinge u. a. dem Psychothriller Die Unzertrennlichen zu Grunde.
- Die Mystery TV-Serie Akte Akte X – Die unheimlichen Fälle des FBI greift in der Folge Der Zirkus (20. Episode der 2. Staffel) das Thema der parasitären siamesischen Zwillingsbruderschaft auf.
- Die in der Folge „Rose und Raven Rosenberg“ der Serie Nip/Tuck (Staffel 2, Folge 9) auftretenden siamesischen Zwillinge werden durch George und Lori Schappell dargestellt. Die Geschwister lehnen eine Trennung voneinander strikt ab.
- In dem Roman Hiobs Brüder beschreibt Rebecca Gablé das Leben eines siamesische Zwillingspaars im englischen Hochmittelalter. Sie werden hier von der abergläubischen Bevölkerung abwechselnd für Glücksbringer oder gottlose Monstrositäten gehalten.
- Der Jugendroman Eins von Sarah Crossan (2015) schildert das Leben zweier zusammengewachsener sechzehnjähriger Zwillingsschwestern aus der Perspektive eines der Mädchen.
- In der US-amerikanischen Horrorfernsehserie American Horror Story stellt Sarah Paulson in der 4. Staffel die siamesischen Zwillinge Bette und Dot Tattler dar, die 1952 Attraktionen einer Freak Show sind.
- Der Song „Together as One“ der US-amerikanischen Band Death vom Album Human handelt vom Phänomen der siamesischen Zwillinge.

## Literatur

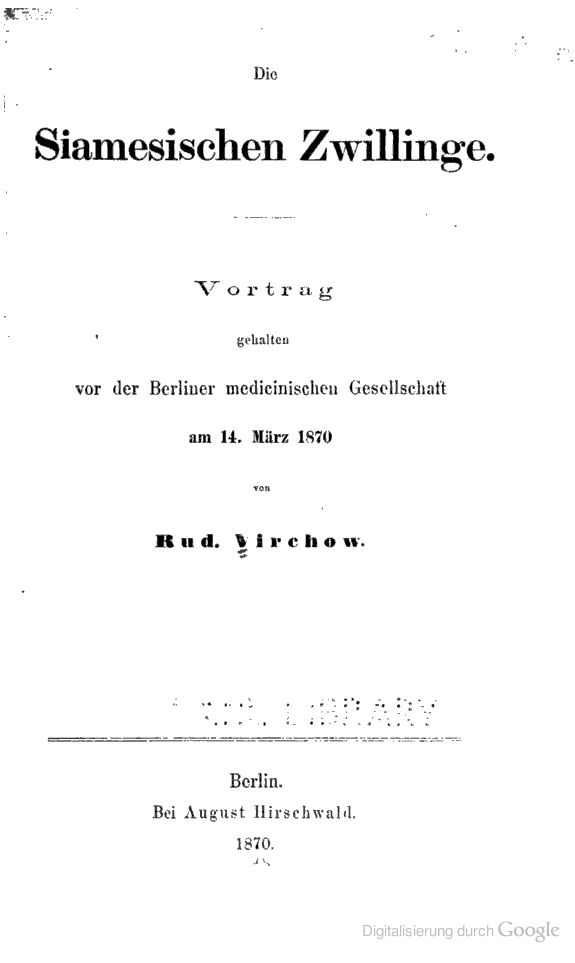
Rudolf Virchow: Die siamesischen Zwillinge, Vortrag vor der Berliner Medizinischen Gesellschaft, 1870